# Montet
Montet is een gemeente en plaats in het Zwitserse kanton Fribourg, en maakt deel uit van het district Glâne.
Montet telt 268 inwoners.